# 杜博維齊亞 (卡盧什區)
49°9′33″N 24°28′28″E / 49.15917°N 24.47444°E
杜博維齊亞（烏克蘭語：Дубовиця），是烏克蘭的村落，位於該國西部伊萬諾-弗蘭科夫斯克州，由卡盧什區負責管轄，始建於1483年，面積8.3平方公里，2001年人口451，人口密度每平方公里54.5人。